# Myosotis stenophylla
Myosotis stenophylla là loài thực vật có hoa trong họ Mồ hôi. Loài này được Knaf mô tả khoa học đầu tiên.